# آجز (إدلب)
آجز قرية سورية تتبع ناحية سراقب في منطقة مركز إدلب في محافظة إدلب. بلغ عدد سكانها 1108 نسمة في عام 2004 حسب إحصاء المكتب المركزي للإحصاء.